# Sobarocephala discolor
Sobarocephala discolor är en tvåvingeart som beskrevs av Soos 1964. Sobarocephala discolor ingår i släktet Sobarocephala och familjen träflugor.
Artens utbredningsområde är Costa Rica. Inga underarter finns listade i Catalogue of Life.